# Pectinaria clava
Pectinaria clava är en ringmaskart som beskrevs av Grube 1878. Pectinaria clava ingår i släktet Pectinaria och familjen Pectinariidae. Inga underarter finns listade i Catalogue of Life.